# Monique Wittig
Monique Wittig (Dannemarie, Haut-Rhin, Francuska 13. srpnja, 1935. – Tucson, Arizona, Sjedinjene Američke Države, 2. srpnja 2003.), francusko-američka književnica, te feministička i lezbijska teoretičarka i aktivistica. Spada među utemeljiteljice lezbijskog feminizma i radikalnog feminizma općenito. Tvrdi da su žene i muškarci dvije klase, gdje su žene potlačene a muškarci eksploatatori. Mogući izlaz iz tog odnosa koji zarobljuje čovječanstvo vidi u lezbijstvu.
Njena novela Les Guerilleres iz 1969. godine je odigralo važnu ulogu u nastanku lezbijskog feminizma.

## Životopis i djelo
Monique Wittig je rođena i odrasla u mjestu Dannemarie u Alzasu, departman Haut-Rhin: područje je u blizini granice sa Švicarskom, kanton Bazel. 1950.-ih godina studira na sveučilištu Sorbonne u Parizu. Njena prva novela L'Opoponax iz 1964. - riječ je o priči o djetinjstvu i odrastanju - je postigla uspjeh, na francuskom jeziku i u engeskom prijevodu.
Tijekom studentskih nemira 1968. godine, među osnivačima je francuskog Pokreta za oslobođenje žena (franc. Mouvement de Libération des Femmes - MLF). Svoje ideje izlaže 1969. godine u svojem možda najutjecajnijem književnom radu, noveli s karakteristikama političkog manifesta Les Guerilleres; to djelo postaje temeljnim izvorom lezbijsko - feminističkog i radikalno-feminističko pokreta. 1971. osniva prvu lezbijsku udrugu u Parizu, Gouines rouges ("Crvene lezbe"). Sudjeluje i u radu grupe Féministes Révolutionnaires (Revolutionary feminists), grupe sastavljene 1970. godine od članica MLF-a, među kojima su najistaknutije Monique Wittig i Simone de Beauvoir; obje potom surađuju s Christinom Delphy u časopisu Questions feministes.
Od 1976. godine Wittig živi u Sjedinjenim Američkim Državama, gdje je usredotočena na razvijanje rodne teorije (eng. gender theory). Piše članke o feminističkoj teoriji i knjige koji se objavljuju na engleskom, francuskom i drugim jezicima; zadobiva status jednog od temeljnih feminističkih pisaca. Važan je njen doprinos u uređivanju časopisa "Feminist Issues", koji je u znatnoj mjeri objavljivao engleske prijevode članaka iz francuskog časopisa "Questions Féministes". Kao dvojezični (englesko-francuski) pisac nastavlja 1980.-ih godina uz feminističke radove pisati i beletristiku.
U filozofskom radu "One is Not Born a Woman" (1981) zalaže se za konstituiranje žena kao klase koja se treba osloboditi eksploatatorske klase muškaraca: u tom oslobodilačkom procesu treba nestati kako koncept "muškarca", tako i koncept "žena". "Jer 'žena' ne postoji za nas: to je samo jedna imaginarna formacija, dok su 'žene' proizvod društvenih odnosa... Lezbijstvo je jedini meni poznati koncept koji nadilazi kategorije spola (muškarca i žene), jer njegov designirani subjekt (lezbijka) nije žena ni ekonomski, ni politički, ni ideološki. Jer ono što čini ženom jest jedan specifični socijalni odnos s muškarcem, kojega smo prije nazvali robovanjem, odnosom koji implicira osobnu i fizičku dužnost kao i ekonomsku obligaciju ... odnos kojega lezbijke izbjegavaju odbijajući da postanu ili ostanu heteroseksualnima." Ove svoje jasne riječi podcrtava M. Wittig jezgrovitom i do tada nečuvenom javnom deklaracijom: "Ja nisam žena, ja sam lezbijka.".
1986. godine doktorira na École des Hautes Études en Sciences Sociales, s disertacijom Le Chantier littéraire ("Literarno gradilište"). U tom djelu - pod utjecajem filozofa Jacquesa Derride i njegove doktrine dekonstrukcije, Wittig govori o pretvaranju riječi u "ratne sprave", svojevrsne trojanske konje koji djeluju subverzivno na dominantni socijalni diskurs. Političkim angažmanom pisaca riječi se lišavaju postojećih socijalnih konotacija i postavljaju na novi način koji radikalni pisac smatra istinitijim; u završnom poglavlju pokazuje to na konkretnom primjeru termina "rod" gdje odranije korištenoj riječi radikalne feministice daju novo značenje i koriste taj termin kao trojanskog konja za napad na postojeću strukturu socijalnih odnosa. Tu svoju glavnu tezu je Wittig dvije godine ranije predstavila u članku "The Trojan hHrse".
Kao gostujući predavač, djeluje na raznim sveučilištima, uključujući Vassar i Berkeley.

### Novele
- 1964, L’Opoponax
- 1969, Les Guérillères
- 1973, The Lesbian Body
- 1976, Lesbian Peoples: Material for a Dictionary, (s koautoricom Sande Zeig)
- 1985, Across the Acheron
- 1999, Paris-la-Politique

### Drame
- 1967, "L'Amant vert"
- 1972, "Le Grand-Cric-Jules", "Récréation", "Dialogue pour les deux frères et la soeur", Radio drame, za Radio Stuttgart.
- 1985, "Le Voyage sans fin"  Paris: Vlasta 4 supplement.

### Kratke priče
Most collected in Paris-la-Politique.  Paris: P.O.L., 1999
- 1967, "Voyage: Yallankoro"  Paris: Nouvelle revue française 177, str. 558-563
- 1965, "Banlieues"  Paris: Nouveau Commerce 5: 113-117.
- 1973, "Une partie de campagne"  Paris: Le Nouveau Commerce 26, str. 13–31
- 1978, "Un jour mon prince viendra"  Paris: Questions féministes 2, str. 31–39
- 1983, "Les Tchiches et les Tchouches" Paris: Le Genre humaine 6, str. 136-147
- 1985, "Paris-la-Politique"  Paris: Vlasta 4, str. 8–35

### Prevodilački rad
- 1982, Djuna Barnes,  Spillway and Other Stories.  La Passion.  Tr. Monique Wittig.  Paris: Flammarion.
- 1968, Herbert Marcuse,.  One Dimensional Man.  L'Homme unidimensionel. Tr. Monique Wittig.  Paris: Minuit.
- 1974, Three Marias, (Isabel Barreno, Teresa Horta, Fatima Velho Da Costa).  Novas Cartas Portuguesas.  Nouvelles lettres portugaises.  Tr. Monique Wittig, Evelyne Le Garrec, Vera Prado.  Paris: Seuil.

### Eseji i kritike
(Većina objavljena u zbirci "La Pensée straight",Paris: Balland, 2001; te u zbirci "The Straight Mind and Other Essays", Boston, Beacon Press, 1992.)
- 1967, "Bouvard et Pécuchet."  Paris: Les Cahiers Madeleine Renaud-Barrault.
- 1979, "Paradigm."   Homosexualities and French Literature.  Eds. Elaine Marks and George Stambolian. Ithaca, NY: Cornell University Press: 114-121.
- 1980, "The Straight Mind."  New York: MLA, 1978.  Feminist Issues 1.1: 103-111.
- 1982, "Avant-note" for La Passion.  Paris: Flammarion.
- 1982, "The Category of Sex."  Feminist Issues 2.2: 63-68.
- 1983, "Les questions féministes ne sont pas des questions lesbiennes." Amazones d'hier,  lesbiennes d'aujourd'hui 2.1: 10-14.
- 1983, "The Point of View: Universal or Particular?"  (Trans. of "Avant-Note" de La Passion). Feminist Issues 3.2: 63-69.
- 1984, "Le Lieu de l'action."  New York: Colloque on Nouveau Roman Oct. 1983; publ. in Digraphe 32: 69-75.
- 1984, "The Trojan Horse."  Feminist Issues 4.2: 45-49.
- 1985, "La Pensée straight."  Questions féministes 7, (1980).  Rpt. in Amazones d'hier,  lesbiennes d'aujourd'hui 3.4: 5-18.
- 1985, "Le Cheval de Troie."  Paris: Vlasta 4: 36-41.
- 1985, "On ne naît pas femme."  Paris: Questions féministes, 1980. Rpt. Amazones d'hier,  Lesbiennes d'aujourd'hui 4.1: 103-118.
- 1986, "The Mark of Gender."  Feminist Issues 5.2 (1985): 3-12.  Rpt.  The Poetics of Gender.  Ed. Nancy Miller.  New York: Columbia University Press: 63-73.
- 1986, "The Place of Action."  Three Decades of the New French Novel. Champagne: University of Illinois Press.
- 1989: "On the Social Contract."  Feminist Issues 9.1: 3-12.
- 1994, “Quelques remarques sur Les Guérillères.” L’Esprit créateur 34.4: 116-122.
- 1996, “Avatars” L’Esprit créateur 36.2: 109-116.
- 1996,  "Lacunary Films."  London: New Statesman, 15 July: 102.
- 1996, “Le déambulatoire: Entretien avec Nathalie Sarraute.” L’Esprit créateur 36.2: 3-8.
- 1996, “The Constant journey: An Introduction and a Prefatory Note.”Modern Drama 39.1: 156-159.
- 1997, ”L’ordre du poème.” In Narrative Voices in Modern French Fiction, eds.M. Cardy, G. Evans, & G. Jacobs. Cardiff: University of Wales Press: 7-12.
- 2005, “Some Remarks on Les Guérillères.” In N. Shaktini, ed., On Monique Wittig: Theoretical, Political and Literary Essays, 37-43.  Urbana: U. Of Illinois Press.
- 2005, “Some Remarks on The Lesbian Body.” In N. Shaktini, ed., On Monique Wittig: Theoretical, Political and Literary Essays, 44-48.  Urbana: U. Of Illinois Press.

### Filmovi
- The Girl, 2000., režiser Sande Zeig, (životna partnerica i suradnica Wittigove)
- Les égarés, 2003, režiser André Téchiné, posvećen sjećanju na Monique Wittig.

## Vanjske poveznice
- moniquewittig.com  Arhivirana inačica izvorne stranice od 15. rujna 2014. (Wayback Machine)
- moniquewittig.com "On Monique Wittig: Theoretical, Political, and Literary Essays", Namascar Shakti (urednik), knjiga, University of Illinois Press, 2005.